# Carl Kesselhuth
Carl Kesselhuth war ein Unternehmer und Fotograf im 19. und 20. Jahrhundert.

## Leben

### Jugend
Carl Kesselhuth erlernte Anfang der 1860er Jahre sein fotografisches Handwerk in Osnabrück bei dem Hoffotografen Georg Heyer. „Vermutlich handelt es sich bei Heyer um jenen Wanderphotographen, der 1857, aus Einbeck kommend, die Papierbildphotographie in Hildesheim bekanntgemacht hatte.“
Nachdem Kesselhut einige Jahre bei Heyer als Gehilfe tätig gewesen war, wechselte er zu Mr. St. Eyre in Einbeck, der dort sowohl ein Fotoatelier betrieb und nebenher einen „Drogenhandel“. Carl Kesselhuth diente sich in kurzer Zeit bis zum Geschäftsführer hoch. Im Alter von 22 Jahren erwarb er dann das Geschäft der Wedemeyerschen Erben und machte sich am 1. Juli 1865 in Hildesheim selbständig. Sein Atelier unterhielt er in der Almsstraße 31, später in der Kaiserstraße 44/Ecke Osterstraße.
Von 1894 bis 1909 war Kesselhuth Vorstandsmitglied im Deutschen Photographen-Verein.
1902 gehörte Carl Kesselhuth zu den Mitbegründern der ältesten Fotografen-Innung in Deutschland, der „Photographen-Innung zu Hildesheim“, heute Fotografen-Innung Hannover-Hildesheim-Göttingen.
Anders als viele seiner Kollegen betrachtete Kesselhuth die um 1900 aufkommende Amateurfotografie nicht als lästige Konkurrenz, sondern investierte frühzeitig in das zu erwartende Geschäft mit den privaten Liebhabern der Lichtbildnerei: 1902 firmierte er in einem Inserat in der Hildesheimer Allgemeinen Zeitung erstmals als „Handlung photographischer Apperate und Bedarfsartikel“ und bot potentiellen Kunden „Fachgemäßen Unterricht“ an. In derselben Ausgabe stand nebenstehend ein weiteres Inserat:

„Amateur-Photographen!
zwecks Gründung eines Vereins zur Förderung der Amateur-Photographie bitten wir alle sich dafür interessirenden Amateur-Photographen am Sonnabend, den 24. d. Mts. Abends 9 Uhr im Klubzimmer der Union (Brühl) einzufinden. Mehrere Amateur-Photographen.“

### Ausstellungen und Auszeichnungen
- 1878 beteiligte sich Kesselhut auf der Hannoverschen Gewerbe-Ausstellung mit Ansichten von St. Michael und der Basilika St. Godehard[1][6] und wurde dort „pämiirt“.[3]
- 1881 nahm Kesselhuth an der Gewerbe-Ausstellung zu Braunschweig teil[1] und erhielt dort ebenfalls eine „Prämie“.[3]
- 1901 wurde Kesselhuth in Weimar prämiiert mit der bronzenen Staatsmedaille für „Porträt und Landschaft“ auf der Ausstellung des Deutschen Photographen-Vereins.[1][7]

### Weitere bekannte Werke
- Carte de visite des Schriftstellers Wilhelm Bode; im Besitz der Klassik Stiftung Weimar[8]

### Ab 1907
Im Verlauf des Jahres 1907 trennte sich Carl Kesselhuth von seiner Fachabteilung und verkaufte sein Atelier an den in Hannover ansässigen Fotografen Alexander Möhlen, Hoffotograf mit Sitz am dortigen Georgsplatz. Kesselhuth widmete sich seitdem ausschließlich dem Handel mit fotografischem Bedarf.